# Fornjot (vệ tinh)
Fornjot (/ fɔːrnjɒt / FOR-nyot) hoặc Saturn XLII (chỉ định tạm thời S/2004 S 8), là vệ tinh tự nhiên ngoài cùng thứ hai của Sao Thổ (sau S/2004 S 26). Sự phát hiện ra nó được công bố bởi Scott S. Sheppard, David C. Jewitt, Jan Kleyna và Brian G. Marsden vào ngày 4 tháng 5 năm 2005 từ các quan sát được thực hiện trong khoảng thời gian từ ngày 12 tháng 12 năm 2004 đến ngày 11 tháng 3 năm 2005.
Nó có đường kính khoảng 6 km, và nó quay quanh Sao Thổ ở khoảng cách trung bình 23.609 Mm với độ nghiêng 168° so với đường xích đạo (160° so với đường xích đạo của Sao Thổ) theo hướng ngược và có độ lệch tâm là 0,186.
Fornjot được đặt theo tên của Fornjót, một người khổng lồ trong thần thoại Bắc Âu.